# Elduain
Elduain en basque ou Elduayen en espagnol est une commune du Guipuscoa dans la communauté autonome du Pays basque en Espagne.

## Toponyme
Elduaien a probablement commencé comme une forme syncopée de l'expression en langue basque Eldua goien (lieu le plus haut d'Eldua), selon Luis María Mujika.
Eldua est le nom du noyau de population le plus proche à Elduaien vers la basse vallée. Il convient de supposer qu'Eldua est une population plus ancienne et qu'Elduaien est originairement apparu comme un haut quartier d'Eldua, qu'il a crû jusqu'à dépasser au noyau original. Les deux localités sont séparées par seulement 1 km de distance et ont eu une histoire unie jusqu'à ce que vers le milieu du XIXe siècle, par un procès autour des terres communales de la vallée, Eldua ait décidé d'être séparé d'Elduaien et d'unir son destin à Berastegi. Le toponyme « Eldua » est d'origine inconnue. Il pourrait être en rapport par exemple avec les mots heldua (le mûr, adulte en basque) ou avec le mot ildua (le sillon en basque).
Le nom basque de la localité, Elduain, est probablement une évolution de la plus ancienne, Elduayen. Jusqu'à la fin du XXe siècle a été la manière populaire utilisée pour appeler cette population en parlant en langue basque. Euskaltzaindia a choisi de régulariser cette façon populaire comme nom officiel de la population en langue basque, au lieu d'officialiser Elduaien, qui consisterait en une adaptation du toponyme plus formelle à l'orthographe moderne du basque (euskara). Depuis 1990 la municipalité est officiellement appelée Elduain.

## Personnalités liées à la commune
- Manuel Santa Cruz, le Curé Santa Cruz (1842-1926): prêtre et guérillero durant la troisième Guerre Carliste.
- Antonio Amundarain (1885-1954): prêtre. Fondateur de l'institut séculaire féminin Alliance en Jésus par Marie (es). Béat de l'église catholique.
- Tomás Echeverría: Tomás de Elduayen (1882-1953): prêtre franciscain et musicien.
- Miguel Soroa: Soroa II (1926): pelotari. Champion dans la discipline de la main-nue en 1954.
- Imanol Zeberio: Zeberio I (1968): pelotari dans la discipline du rebot.
- Patxi Zeberio: Zeberio II (1974): pelotari dans la discipline du rebot.
- Jaime Otamendi: journaliste.

### Sources
- (es) Cet article est partiellement ou en totalité issu de l’article de Wikipédia en espagnol intitulé « Elduayen » (voir la liste des auteurs).